# Riama orcesi
Riama orcesi — вид ящірок родини гімнофтальмових (Gymnophthalmidae). Ендемік Еквадору. Вид названий на честь еквадорського герпетолога Густаво Орсеса.

## Поширення і екологія
Riama orcesi мешкають в Еквадорських Андах у верхів'ях річки Напо. Вони живуть в гірських хмарних лісах, на висоті від 1635 до 2700 м над рівнем моря.

## Збереження
МСОП класифікує цей вид як вразливий. Riama orcesi загрожує знищення природного середовища.